# Phare de Cuttyhunk
Le phare de Cuttyhunk (en anglais : Cuttyhunk Light) est un phare inactif situé à l'extrémité ouest de l'île de Cuttyhunk, dans le Comté de Dukes (État du Massachusetts).

## Histoire
Créé en 1823, il a été reconstruit à plusieurs reprises. Le dernier phare a été construit en 1891, avec une lentille de Fresnel de 5e ordre sur une tour de 14 m. Celle-ci a été lourdement endommagée lors du grand ouragan atlantique de 1944 et a été démolie en 1947 et remplacée par une tour à claire-voie. La maison du gardien a également été détruite. La tour à claire-voie a été abandonnée en 2005. Il ne reste que la maison du gardien.

## Description
Le phare actuel  est une tour métallique surmontée d'une balise avec un petit local technique à sa base. Il émettait, à une hauteur focale de 20 m, un bref éclat blanc. Sa portée était de 8 milles nautiques (environ 15 km).
Identifiant : ARLHS : USA-215 ; USCG : ex-1-15615.
|                   |
| Elizabeth Islands |

|                  |
| Cuttyhunk Island |

### Lien connexe
- Liste des phares du Massachusetts